# Rite bayeusain
Le rite bayeusain est une des manières de célébrer la messe et les sacrements dans l'Église catholique latine. Il tient son nom du diocèse de Bayeux, et est encore pratiqué en partie à la cathédrale de Bayeux et à l'abbaye aux Hommes à Caen.

## Particularités
Le thuriféraire balance un encensoir  à longue chaine, au lieu d'une simple présentation comme dans le rituel romain.

## Diffusion
Il a été utilisé jusqu'en Angleterre, dont toute la liturgie venait de Normandie.